# Gérard Jacquesson
Gérard Jacquesson,  né le 30 août 1941 et mort le 18 avril 2024 à Nice, est un sportif français pratiquant l'aviron. Il est champion de France de deux barré en 1966. Il participe aussi aux Jeux olympiques d'été de 1964, terminant quatrième en quatre barré.